# Comuna Hrîhorivska Sloboda, Stavîșce
Hrîhorivska Sloboda (în ucraineană Григорівська Слобода) este o comună în raionul Stavîșce, regiunea Kiev, Ucraina, formată din satele Cervone, Hrîhorivska Sloboda (reședința) și Suhîi Iar.

## Demografie
Componența lingvistică a comunei Hrîhorivska Sloboda
     Ucraineană (96,44%)
     Rusă (2,94%)
     Alte limbi (0,46%)
Conform recensământului din 2001, majoritatea populației comunei Hrîhorivska Sloboda era vorbitoare de ucraineană (96,44%), existând în minoritate și vorbitori de rusă (2,94%).